# وفيق الديري
وفيق الديرى (1961 -) هو أستاذ الجينات قي جامعة ولاية بنسيلفانيا كلية الطب والمعهد الأمريكي للسرطان ومدير مختبر أورام الخلايا.

## مسيرته
يعمل أستاذاً لعلوم الجينات وعلوم الأدوية في جامعة ولاية بنسيلفانيا كلية الطب وأستاذاً غير متفرغ بمعهد ويستار وأستاذ أبحاث بالمعهد الأميركي للسرطان، ويعمل مديراً لمختبر أورام الخلايا ومديراً لمختبر تصوير الخلايا الإشعاعي.
قدم أكثر من ثلاثمئة وستين بحثاً وملخصات أبحاث نشــرت في مجلات علمية وعالمية محكمة، وأربعة كتب عالمية في موضوع الأورام السرطانية وعلم الجينات، مما كان لتلك الأعمال الأثر الكبير والمباشر في معرفة طبيعة الخلية البشرية، ومعرفة مكنونات تركيبها وتطور عملها.
كان لاكتشاف بروتين يسمى «TRAIL» الأثر البالغ، والاكتشاف الأهم في علم الجينات في الوقت الراهن، ما يؤدي هذا النظام إلى إعادة برمجة عمل الخلايا في جسم الإنسان إلى وضعها الطبيعي، ومن ثم تمكن معالجتها بتشجيع نظام المناعة الذاتي للتخلص من تلك الأورام السرطانية. وقد كان لأبحاث الأثر الكبير في اكتشاف عناصر المقاومة في جسم الإنسان لذلك البروتين، ومن ثم إعادة تكوين برنامج العمل في الخلية الإنسانية نفسها لتفادي تلك المقاومة وعلاج الأمراض السرطانية المحدثة في جسم الإنسان.
يشارك ويحرر أكثر من ثماني عشرة مجلة علمية في موضوع الأمراض السرطانية وعلم الجينات وعلوم الأدوية، وعضو فعال في العديد من المنظمات العلمية والفنية، وحاصل على تكريم من الكثير من منظمات ومؤسسات علمية عالمية.

## جائزة
حاصل على جائزة مؤسسة الكويت للتقدم العلمي في العلوم التطبيقية: الأمراض السرطانية لعام 2009.